# Козацькі майдани (пам'ятка природи)
Козацькі майдани — ботанічна пам'ятка природи місцевого значення. Об'єкт розташований на території Черкаського району Черкаської області, в адмінмежах Кам'янської міської громади.
Площа — 4 га, статус отриманий у 2008 році.

## Галерея

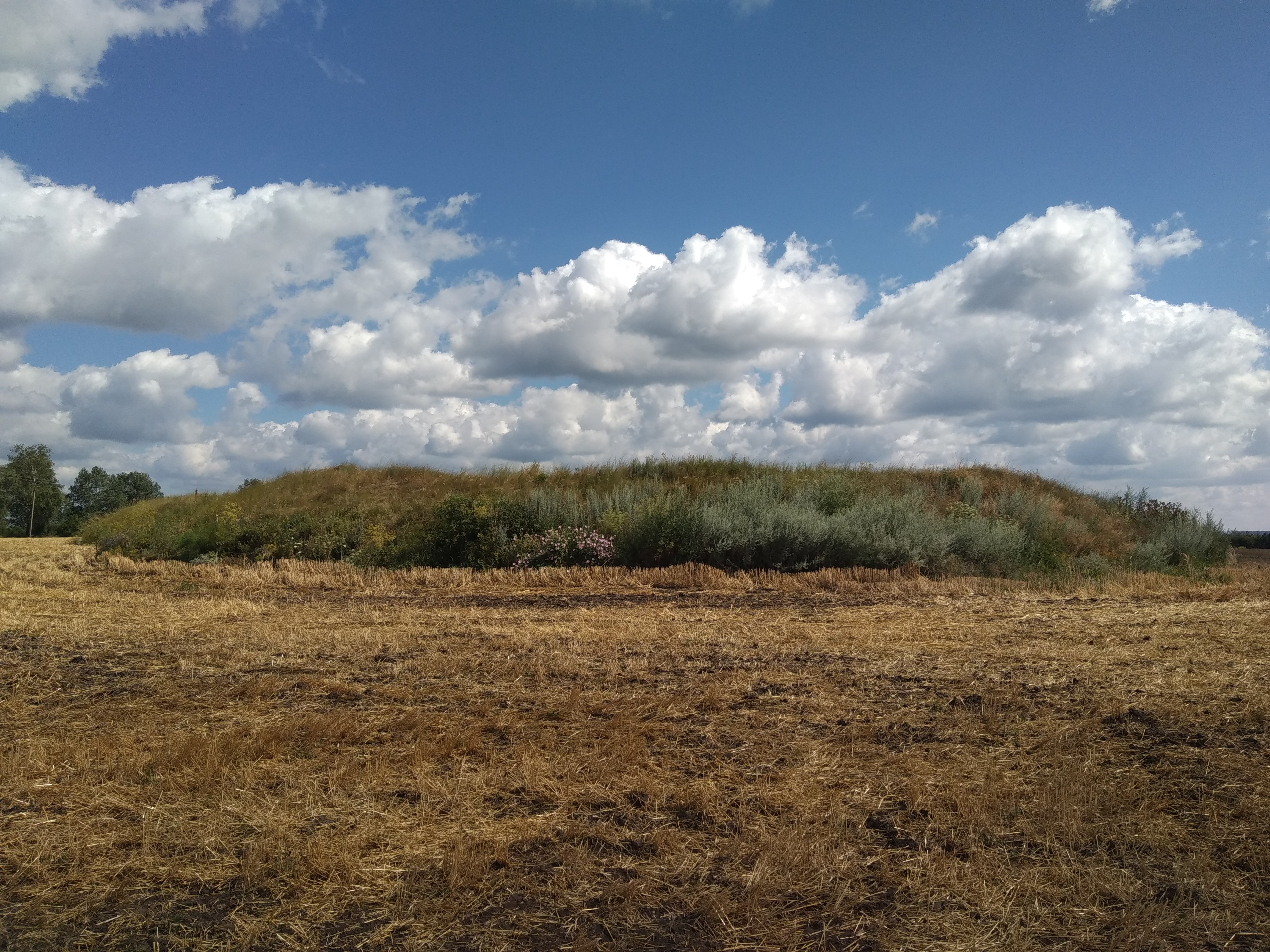
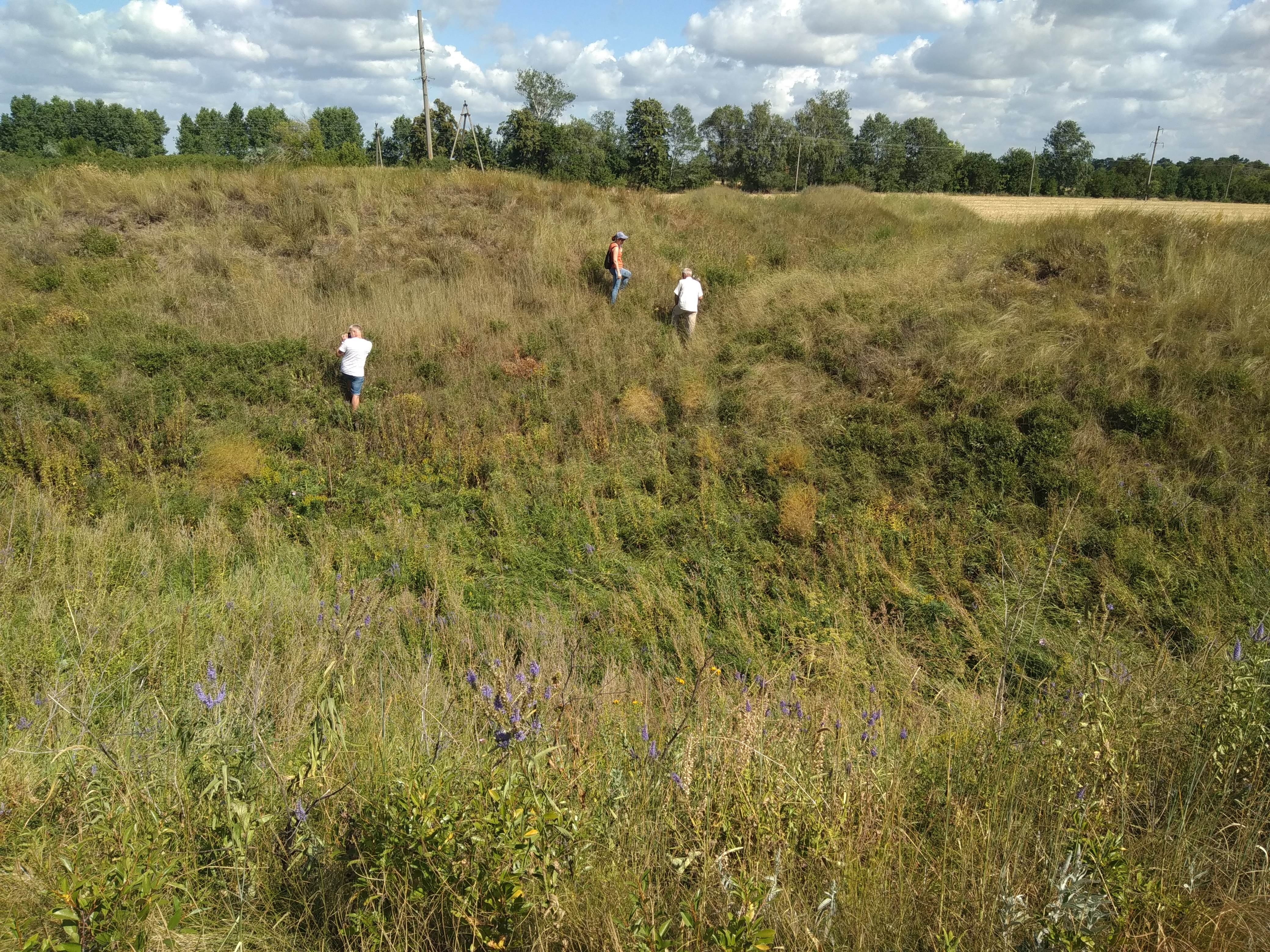
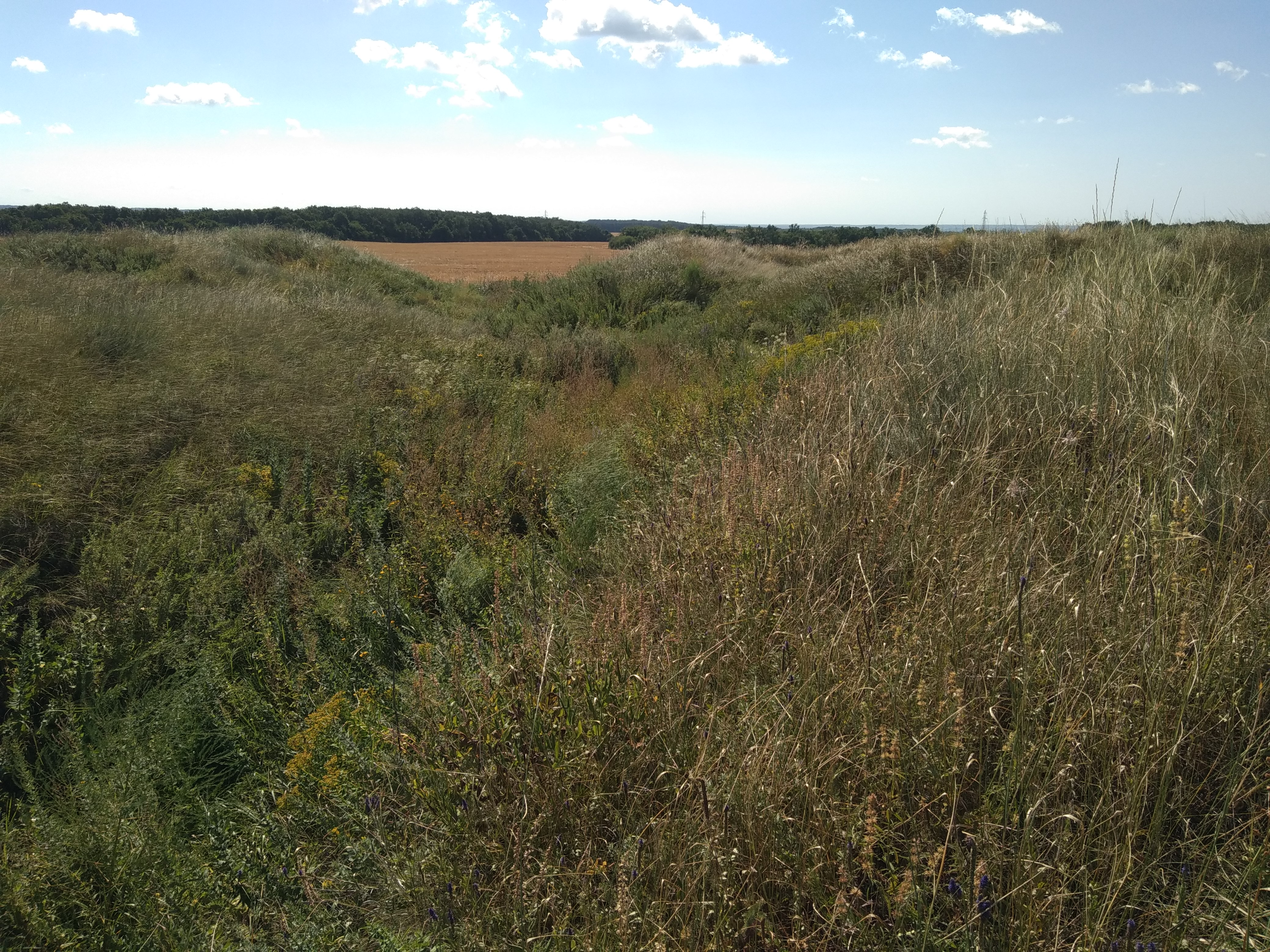
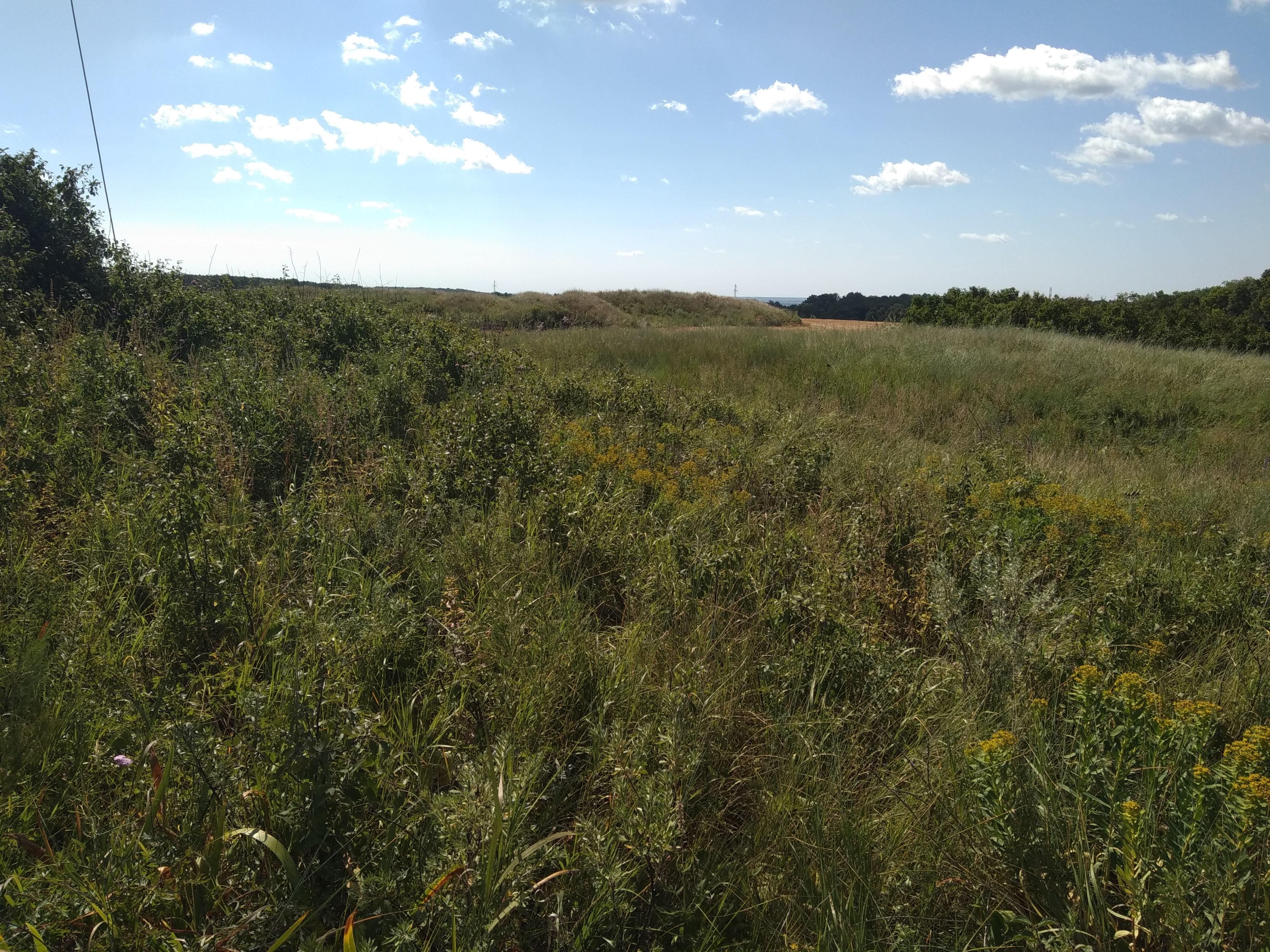